# Schweizer Meisterschaften im Skilanglauf 2013
Die Schweizer Meisterschaften im Skilanglauf 2013 fanden in Lenzerheide und Sedrun statt. Am 9. und 10. Februar 2013 wurden in Lenzerheide die Einzelrennen und die anschließenden Verfolgungsrennen ausgetragen. Sprint, Staffel und Massenstartrennen fanden vom 22. bis 24. März 2013 in Sedrun statt. Ausrichter waren der LLC Bual und der Club da skis Sedrun.

## Ergebnisse Herren

### Sprint klassisch
| Platz | Name                | Verein                    |
| ----- | ------------------- | ------------------------- |
| 1     | Gianluca Cologna    | Val Müstair               |
| 2     | Jöri Kindschi       | Davos                     |
| 3     | Christoph Eigenmann | Gardes-Frontière          |
| 4     | Ueli Schnider       | Flühli                    |
| 5     | Valerio Leccardi    | Gardes-Frontière          |
| 6     | Jonas Baumann       | Tambo Splügen             |
| 7     | Philipp Hälg        | Nordic Club Liechtenstein |
| 8     | Toni Livers         | Gardes-Frontière          |

Datum: 22. März in Sedrun

Es waren 25 Läufer am Start. Das Rennen der U20 mit 24 Teilnehmern gewann Roman Schaad.

### 15 km Freistil Einzel
| Platz | Name                | Verein             | Zeit        |
| ----- | ------------------- | ------------------ | ----------- |
| 1     | Dario Cologna       | Val Müstair        | 36:39,0 min |
| 2     | Noah Hoffman        | Vereinigte Staaten | 36:59,1 min |
| 3     | Remo Fischer        | Arve Mols          | 37:17,0 min |
| 4     | Toni Livers         | Gardes-Frontière   | 37:28,8 min |
| 5     | Tad Elliott         | Vereinigte Staaten | 37:52,3 min |
| 6     | Erik Bjornsen       | Vereinigte Staaten | 38:28,2 min |
| 7     | Jonas Baumann       | Tambo Splügen      | 38:36,7 min |
| 8     | Valerio Leccardi    | Gardes-Frontière   | 38:43,8 min |
| 9     | Curdin Perl         | Bernina Pontresina | 38:53,2 min |
| 10    | Gennadiy Matviyenko | Kasachstan         | 39:05,3 min |

Datum: 9. Februar in Lenzerheide

Es waren 49 Läufer am Start. Das Rennen der U20 über 10 km mit 53 Teilnehmern gewann Roman Schaad. Ausländische Teilnehmer erhielten keine Medaillen.

### 15+15 km Verfolgung klassisch
| Platz | Name                | Verein             | Zeit        |
| ----- | ------------------- | ------------------ | ----------- |
| 1     | Noah Hoffman        | Vereinigte Staaten | 1:16:08,4 h |
| 2     | Toni Livers         | Gardes-Frontière   | 1:17:29,0 h |
| 3     | Erik Bjornsen       | Vereinigte Staaten | 1:18:05,5 h |
| 4     | Jonas Baumann       | Tambo Splügen      | 1:18:18,5 h |
| 5     | Tad Elliott         | Vereinigte Staaten | 1:18:39,5 h |
| 6     | Gennadiy Matviyenko | Kasachstan         | 1:19:07,9 h |
| 7     | Valerio Leccardi    | Gardes-Frontière   | 1:19:18,8 h |
| 8     | Alexandr Malyshev   | Kasachstan         | 1:20:43,7 h |
| 9     | Emil Jönsson        | Schweden           | 1:21:38,1 h |
| 10    | Torin Koos          | Vereinigte Staaten | 1:21:42,0 h |

Datum: 10. Februar in Lenzerheide

Es waren 28 Läufer am Start. Das Rennen der U20 mit 46 Teilnehmern gewann Livio Bieler. Ausländische Teilnehmer erhielten keine Medaillen.

### 50 km klassisch Massenstart
| Platz | Name                | Verein                    | Zeit        |
| ----- | ------------------- | ------------------------- | ----------- |
| 1     | Toni Livers         | Gardes-Frontière          | 2:09:29,0 h |
| 2     | Valerio Leccardi    | Gardes-Frontière          | 2:09:52,2 h |
| 3     | Jonas Baumann       | Tambo Splügen             | 2:10:49,6 h |
| 4     | Ueli Schnider       | Flühli                    | 2:12:05,7 h |
| 5     | Gianluca Cologna    | Val Müstair               | 2:14:12,2 h |
| 6     | Mathias Inniger     | Adelboden                 | 2:14:13,4 h |
| 7     | Christoph Eigenmann | Gardes-Frontière          | 2:14:43,0 h |
| 8     | Remo Fischer        | Arve Mols                 | 2:15:00,2 h |
| 9     | Philipp Hälg        | Nordic Club Liechtenstein | 2:19:35,3 h |
| 10    | Jöri Kindschi       | SAS Bern                  | 2:20:31,1 h |

Datum: 23. März in Sedrun

Es waren 39 Läufer am Start. Das Rennen der U20 über 30 km mit 22 Teilnehmern gewann Livio Bieler.

### Staffel
| Platz | Team                                                            | Zeit        |
| ----- | --------------------------------------------------------------- | ----------- |
| 1     | Gardes FrontierValerio Leccardi Christoph Eigenmann Toni Livers | 58:32,7 min |
| 2     | SC DrusbergRoman Schaad Fabian Schaad Andreas Schaad            | 1:02:08,9 h |
| 3     | SC BexJovian Hediger Peter von Allmen Erwan Käser               | 1:02:38,8 h |
| 4     | Tambo SplügenJonas Baumann Jan Nino Menn Thomas Mengelt         | 1:02:45,7 h |
| 5     | SC VättisLukas Gort Marius Danuser Dajan Danuser                | 1:03:22,7 h |
| 6     | DavosJöri Kindschi Janis Lindegger Piet Heer                    | 1:04:21,2 h |
| 7     | SAS ComebackAndrea Florinett Armon Steiner Mauro Gruber         | 1:05:47,1 h |
| 8     | SC FlühliUeli Schnider Patrick Schnider Christoph Schnider      | 1:06:46,6 h |

Datum: 24. März in Sedrun

Es waren 19 Staffeln am Start.

## Ergebnisse Frauen

### Sprint klassisch
| Platz | Name              | Verein     |
| ----- | ----------------- | ---------- |
| 1     | Christa Jäger     | Vättis     |
| 2     | Bettina Gruber    | SAS Bern   |
| 3     | Carmen Emmenegger | Flühli     |
| 4     | Esther Bottomley  | Australien |
| 5     | Rahel Imoberdorf  | SAS Bern   |
| 6     | Chantal Carlen    | Obergoms   |
| 7     | Susi Meinen       | Boltigen   |
| 8     | Stefanie Sprecher | SAS Bern   |

Datum: 22. März in Sedrun

Das Rennen der U20 mit fünf Teilnehmern gewann Julia Philipona.

### 5 km Freistil Einzel
| Platz | Name              | Verein             | Zeit         |
| ----- | ----------------- | ------------------ | ------------ |
| 1     | Elizabeth Stephen | Vereinigte Staaten | 13:45,0 min. |
| 2     | Jessica Diggins   | Vereinigte Staaten | 13:51,3 min. |
| 3     | Holly Brooks      | Vereinigte Staaten | 14:09,5 min. |
| 4     | Seraina Boner     | Klosters           | 14:24,8 min. |
| 5     | Jelena Kolomina   | Kasachstan         | 14:32,5 min. |
| 6     | Bettina Gruber    | SAS Bern           | 14:33,9 min. |
| 7     | Ida Sargent       | Vereinigte Staaten | 14:36,8 min  |
| 8     | Marina Matrossova | Kasachstan         | 14:49,7 min  |
| 9     | Rahel Imoberdorf  | SAS Bern           | 15:15,3 min  |
| 10    | Doris Trachsel    | Plasselb           | 15:24,3 min  |

Datum: 9. Februar in Lenzerheide

Es waren 53 Läuferinnen am Start. Siegerin bei der U20 mit 26 Läuferinnen wurde Lydia Hiernickel. Ausländische Teilnehmer erhielten keine Medaillen.

### 5+10 km Verfolgung klassisch
| Platz | Name                    | Verein         | Zeit         |
| ----- | ----------------------- | -------------- | ------------ |
| 1     | Seraina Boner           | Klosters       | 45:25,0 min. |
| 2     | Bettina Gruber          | SAS Bern       | 45:49,6 min. |
| 3     | Marina Matrossova       | Kasachstan     | 45:50,5 min. |
| 4     | Jelena Kolomina         | Kasachstan     | 45:50,7 min. |
| 5     | Carmen Emmenegger       | Flühli         | 47:18,6 min. |
| 6     | Rahel Imoberdorf        | SAS Bern       | 47:37,0 min. |
| 7     | Doris Trachsel          | Plasselb       | 47:47,6 min  |
| 8     | Nadine Fähndrich        | Horw           | 47:55,5 min  |
| 9     | Nathalie von Siebenthal | Turbach-Bissen | 48:40,9 min  |
| 10    | Chantal Carlen          | Obergoms       | 49:03,0 min  |

Datum: 10. Februar in Lenzerheide

Es waren 43 Läuferinnen am Start. Siegerin bei der U20 wurde Nadine Fähndrich. Ausländische Teilnehmer erhielten keine Medaillen.

### 30 km klassisch Massenstart
| Platz | Name              | Verein     | Zeit        |
| ----- | ----------------- | ---------- | ----------- |
| 1     | Bettina Gruber    | SAS Bern   | 1:26:41,3 h |
| 2     | Christa Jäger     | Vättis     | 1:27:25,9 h |
| 3     | Carmen Emmenegger | Flühli     | 1:28:10,5 h |
| 4     | Ursina Badilati   | TG Hütten  | 1:28:49,6 h |
| 5     | Rahel Imoberdorf  | SAS Bern   | 1:30:11,1 h |
| 6     | Jasmin Nunige     | Davos      | 1:31:23,7 h |
| 7     | Chantal Carlen    | Obergoms   | 1:36:41,6 h |
| 8     | Ladina Lechner    | Rätia Chur | 1:37:57,2 h |
| 9     | Stefanie Sprecher | SAS Bern   | 1:39:22,9 h |
| 10    | Susi Meinen       | Zweisimmen | 1:40:24,1 h |

Datum: 23. März in Sedrun

Das Rennen der U20 über 15 km mit 23 Teilnehmern gewann Lydia Hiernickel.

### Staffel
| Platz | Team                                                                      | Zeit        |
| ----- | ------------------------------------------------------------------------- | ----------- |
| 1     | SC VättisBarbara Jäger Christa Jäger Tonja Kohler                         | 43:23,1 min |
| 2     | Am BachtelTanja Gerber Martina Vontobel Rebecca Vontobel                  | 44:35,9 min |
| 3     | SAS BernRahel Imoberdorf Stefanie Sprecher Sandra Gredig                  | 44:38,1 min |
| 4     | DavosAlina Meier Selin Spiess Julia Philipona                             | 44:51,6 min |
| 5     | Ski klub SumavaNatalie Grabmüllerova Veronica Hudeckova Andrea Klementova | 46:08,7 min |
| 6     | ObergomsChantal Carlen Michèle Garbely Marianne Volken                    | 46:19,0 min |
| 7     | ZernezLaura Caduff Fabiana Wieser Jogscha Abderhalden                     | 46:40,5 min |
| 8     | SC DrusbergSvenja Hölzle Larissa Holdener Michele Holdener                | 49:16,1 min |

Datum: 24. März in Sedrun

Es waren 11 Staffeln am Start.